# Big Bang (trupă)
Big Bang (Hangul:빅뱅) este o trupă din Coreea de Sud formată de YG Entertainment. Adesea trupa este menționată ca fiind cea mai influentă în industria K-pop, "Regii K-pop-ului", "Trupa unei națiuni" de către mass-media. Utilizarea experimentală și diversă a genurilor muzicale, implicarea personală în producerea propriilor înregistrări și spectacolele pe scenă au fost admirate de către criticii muzicali și de numeroși artiști K-pop și internaționali.
În ciuda recepției inițiale nu prea pozitivă, EP-ul Always le-a adus faima, alături de cântecul ce a ajuns numărul 1, Lies. Piesa a continuat să fie în topurile coreene majore timp de șapte săptămâni, doborând un record și câștigând premiul Song of the Year (Cântecul anului) la Mnet Korean Music Festival.
Big Bang au vândut pese 140 de milioane de recorduri, inclusiv sub-unitățile și melodiile solo, cu cel puțin 128 de milioane de single-uri și 13 milioane de albume în Coreea, Japonia și China, făcându-i cel mai bine vândut grup din Asia și unul dintre cele mai bine vândute grupuri din lume. Au câștigat numeroase premii și au creat recorduri, inclusiv actul care a petrecut cel mai mult timp pe locul 1 în Gaon Chart și Melon. Citând popularitatea lor globală și contribuția în K-pop, The Washington Post au spus despre Big Bang că sunt ”Cea mai mare trupă din Asia”.
Forbes Coreea a numit-o una dintre cele mai puternice celebrități din Coreea de Sud in 2010,2012,2013,2014 și 2016. Sunt și primii artiști coreeni care au intrat in Forbes' Celebrity 100 și the 30 under 30 lista celor mai influenți muzicieni din lume, în 2016 și 2017, respectiv.

## Membri
- G-Dragon (지드래곤)
- T.O.P (탑)
- Taeyang (태양)
- Daesung (대성)

## Fost Membru
- 🇰🇷 Seungri(승리)

## Discografie
Albume de Studio
- Bigbang Vol.1 (2006)
- Number 1 (2008)
- Remember (2008)
- Big Bang (2009)
- Big Bang 2 (2011)
- Alive (2012)
- Made Series (2016)
- Made (2016)

Piese extinse
- Always (2007)
- Hot Issue (2007)
- Stand Up (2008)
- Tonight (2011)
- Alive (2012)

Single-uri
- M (2015)
- A (2015)
- D (2015)
- E (2015)

## Filmografie
- Big Bang Made (2016)

## Turnee
Concerte
- Alive Galaxy World Tour (2012–2013)
- Japan Dome Tour (2013–2014)
- Japan Dome Tour "X" (2014–2015)
- Made World Tour (2015–2016)
- 0.TO.10 (2016–2017)
- Last Dance Tour (2017)

Fan meeting tours
- Fantastic Babys (2012, 2014 & 2016)
- Made V.I.P Tour (2016)
- Big Bang Special Event (2016–2017)

YG Family tours
- 10th Anniversary World Tour (2006)
- 15th Anniversary Tour (2011–2012)
- Power World Tour (2014)